# Al diablo con los guapos
 (novembre 2020).
Al diablo con los guapos est une telenovela mexicaine en 175 épisodes de 50 minutes diffusée entre le 8 octobre 2007 et le 6 juin 2008 sur Televisa. C'est un remake de la telenovela argentine Muñeca brava diffusée en 1998.
Cette série est inédite dans tous les pays francophones.

## Distribution
- Allison Lozz : Milagros Arango
- Eugenio Siller : Alejandro Belmonte
- Ricardo Margaleff : Ricardo Morgan
- Tania Vázquez : Andrea Torres
- Marco Muñoz (es) : Don Damián Arango
- Laura Flores : Doña Luciana Belmonte
- Alicia Rodríguez : Regina Lascuraín Vda. de Belmonte
- Altair Jarabo : Valeria Belmonte Arango
- Ariadne Díaz : Florencia Echavarría de Belmonte
- César Évora : Don Constancio Arango
- Andrés Zuno (en) : Hugo Arango
- Michelle Ramaglia (es) : Adelina « Lina »
- Georgina Salgado : Gloria
- Rafael León de los Cobos (es) : Roberto « Bobby » Senderos
- José Luis Cordero (es) : Horacio
- Leticia Perdigón : Socorro Luna
- Dominika Paleta : Amparo Rodríguez
- Carlos Cobos : Padre Manuel
- Dacia González (es) : Madre Superiora
- Miguel Pizarro (es) : Braulio Ramos
- Margarita Magaña : Karla de Arango
- Sheyla Tadao : Sor Catalina / Macarena
- Aitor Iturrioz (es) : Mateo Robledo
- Roberto Vander : Néstor Miranda
- Michelle Vieth : Pilar
- Gustavo Rojo : Ernesto Robledo
- Claudio Báez : Francois
- Fabián Robles : Rigoberto
- Alfonso Iturralde : Eugenio Senderos
- Luz María Jerez : Milena de Senderos
- Rossana San Juan : Roxana
- Arsenio Campos : Peralta
- Aldo Gallardo : Fernando
- Manuela Imaz : Marisela Echavarría
- Ramón Valdez : Carlos « Chamuco »
- Joustein Roustand : Gamuza
- Derrick James : Ramsés 1
- Daniel Ducoing : Ramsés 2
- Gloria Sierra : Nefertiti
- Óscar Traven : Gustavo Villalobos
- Roberto Blandón : Domingo Echavarría
- Eduardo Liñan : Armando Calvillo
- Juan Peláez : Federico Belmonte
- Monika Sánchez : Rosario Ramos #1
- Maribel Guardia : Rosario Ramos #2 / Rosella di Yano

## Émissions dans d'autres pays
- Canal de las Estrellas: Lundi à vendredi aux 16h00
- Amérique latine - Canal de las Estrellas Amérique latine
- RCN Television
- TVN
- America Television
- Canal 10
- TCS
- Mega (2007-2008) / La Red (2012)
- Televen
- Repretel
- Nova
- Antena 3 Canarias
- Univision
- Univision
- Bolivision
- RTV Pink
- Pink BH
- Pink M
- Gama TV
- Telefuturo
- Zone Romantica
- Telemicro

## Autres versions
- Muñeca brava (1998-1999), produit par Telefe; avec Natalia Oreiro et Facundo Arana.

### Sources
- (es) Cet article est partiellement ou en totalité issu de l’article de Wikipédia en espagnol intitulé « Al diablo con los guapos » (voir la liste des auteurs).